# Emu
För andra betydelser, se EMU.
Emu (Dromaius novaehollandiae) är en strutsliknande fågel som fram tills nyligen placerades som enda nu levande art i familjen emuer (Dromaiidae), men förs numera till familjen kasuarer. Arten förekommer i Australien och är landets nationalfågel. Emun är en stor, långhalsad, flygoförmögen fågel med en närmast ullig fjäderdräkt och kraftiga ben. Emun är den fjärde största fågeln i världen och dess naturliga utbredningsområde är stora delar av Australien.

## Utseende
Emun är en stor fågel där de största individerna kan mäta upp till två meter och den kan väga från 30 och uppemot 50 kg. Den påminner till viss del om strutsen men emun är mindre, har kortare hals och en fjäderdräkt som i det närmaste är ullig. Dess kraftiga ben, hals, huvud och näbb är mörkt svartbruna medan fjäderdräkten är beigefärgad. 
Emun har små tillbakabildade vingar och är flygoförmögen. Dess fysionomi tillåter den att springa mycket snabbt (upp till cirka 50 km/h), och den är den enda fågel som har med yttre vadmuskler (gastrocnemius). Den har endast tre framåtriktade tår på varje fot precis som andra springande fågelarter som trappar och vissa fälthöns. Strutsen i sin tur har bara två tår.

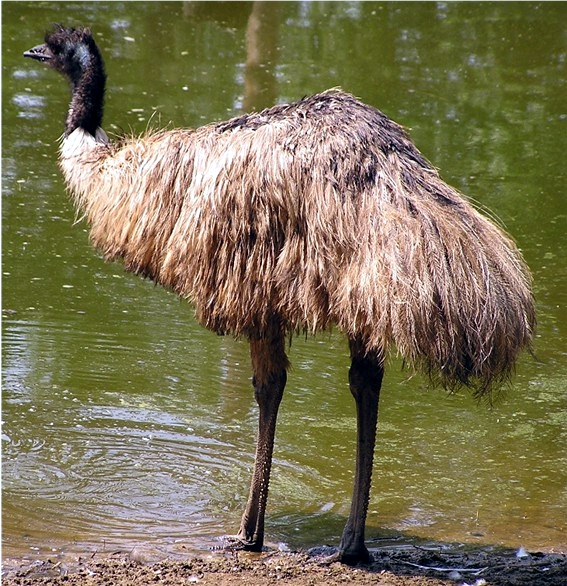
Emun har en ullig fjäderdräkt.
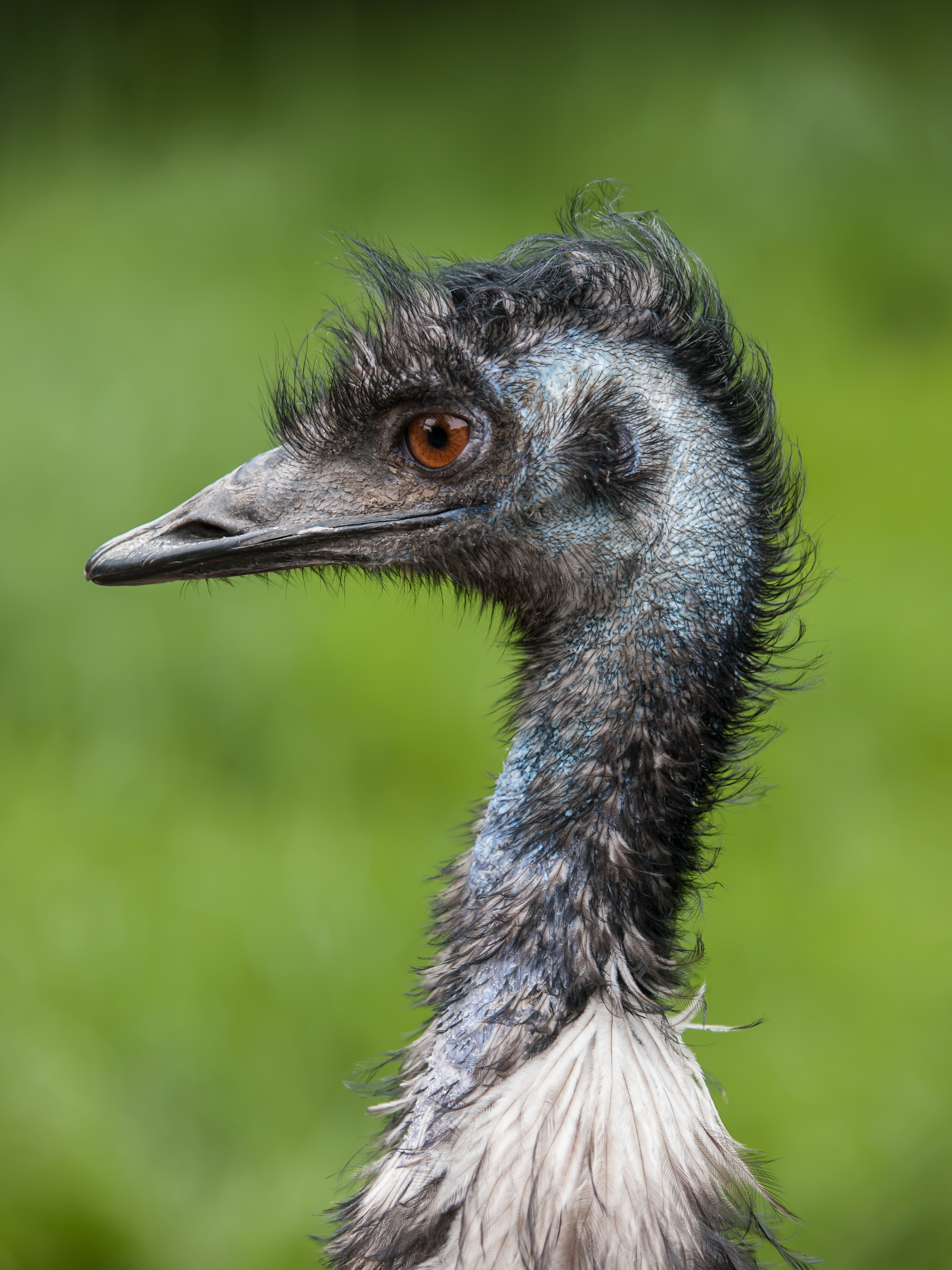
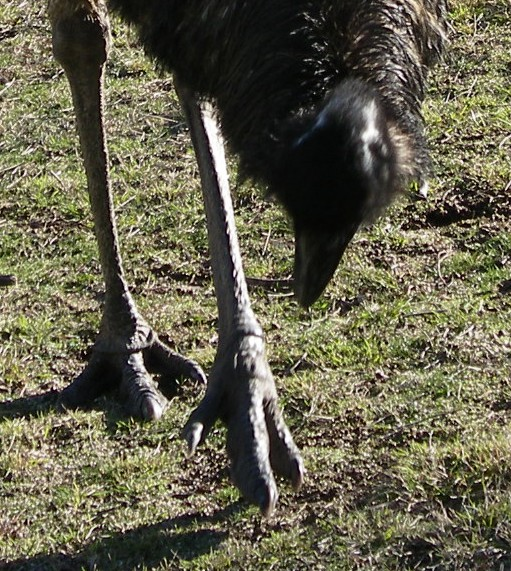
Emun har tre tår på varje fot.

## Systematik
Emun är den enda kvarvarande arten inom släktet emuer (Dromaius) som tillsammans  med kasuarerna utgör ordningen kasuarfåglar (Casuariiformes). Fram tills nyligen placerades dock emuerna och kasuarerna, tillsammans med flera andra stora flygoförmögna fåglar i ordningen strutsfåglar men denna indelning visade sig vara felaktig.
Även systematiken inom arten emu är omtvistad. Olika auktoriteter delar upp den i olika många underarter. Clements delar in den i fyra, varav alla utom en är utdöd.
- Dromaius novaehollandiae novaehollandiae – Australien
- Dromaius novaehollandiae baudinianus – förekom tidigare på Kangaroo Island utanför South Australia
- Dromaius novaehollandiae minor – förekom tidigare på King Island, rapporterades senast 1850
- Dromaius novaehollandiae diemenensis – förekom på Tasmanien, ibland kallad "tasmansk emu"

Vissa behandlar även populationen i norra Australien som underarten woodwardi och populationen i sydvästra Australien som underarten rothschildi. De båda utdöda taxonen minor och baudianius behandlas ibland som två egna arter.
"Tasmansk emu" förekom i samma typ av biotoper som den australiska men på Tasmanien. Uppgifter om när underarten dog ut är olika. Vissa hävdar att den dog ut kring 1850-talet, även om rapporter förekom så sent som 1873. Vissa hävdar att man observerade det sista exemplaret år 1908 och att underarten dog ut strax därefter. Clements et al. uppger att den dog ut cirka 1865.

## Ekologi
Trots att emun är flygoförmögen är den en flyttfågel. De olika regnperioderna får fåglarna att röra sig åt de håll där regnen får de ätliga växterna att blomstra. Under förflyttningen bildar fåglarna löst sammanhängande flockar som kan bestå av uppemot 70 000 djur.
Inför vinterns parningstid lagrar fåglarna upp fett. De stora mörkt blågröna äggen ruvas av hanen i åtta veckors tid, under denna tid varken äter, dricker eller lämnar han någon avföring. Fettet som han lagrat upp ger honom energi att överleva. Det händer att honan stannar kvar hos hanen och försvarar honom men oftast ger hon sig av och letar upp en ny partner.
Kycklingarna föds med en svartvit spräcklig dundräkt och är redo att gå och äta själva strax efter födseln. De följer efter sin pappa i 5-7 månader, om nätterna värmer han ungarna och på dagarna tar han med dem till områden med gott om föda.

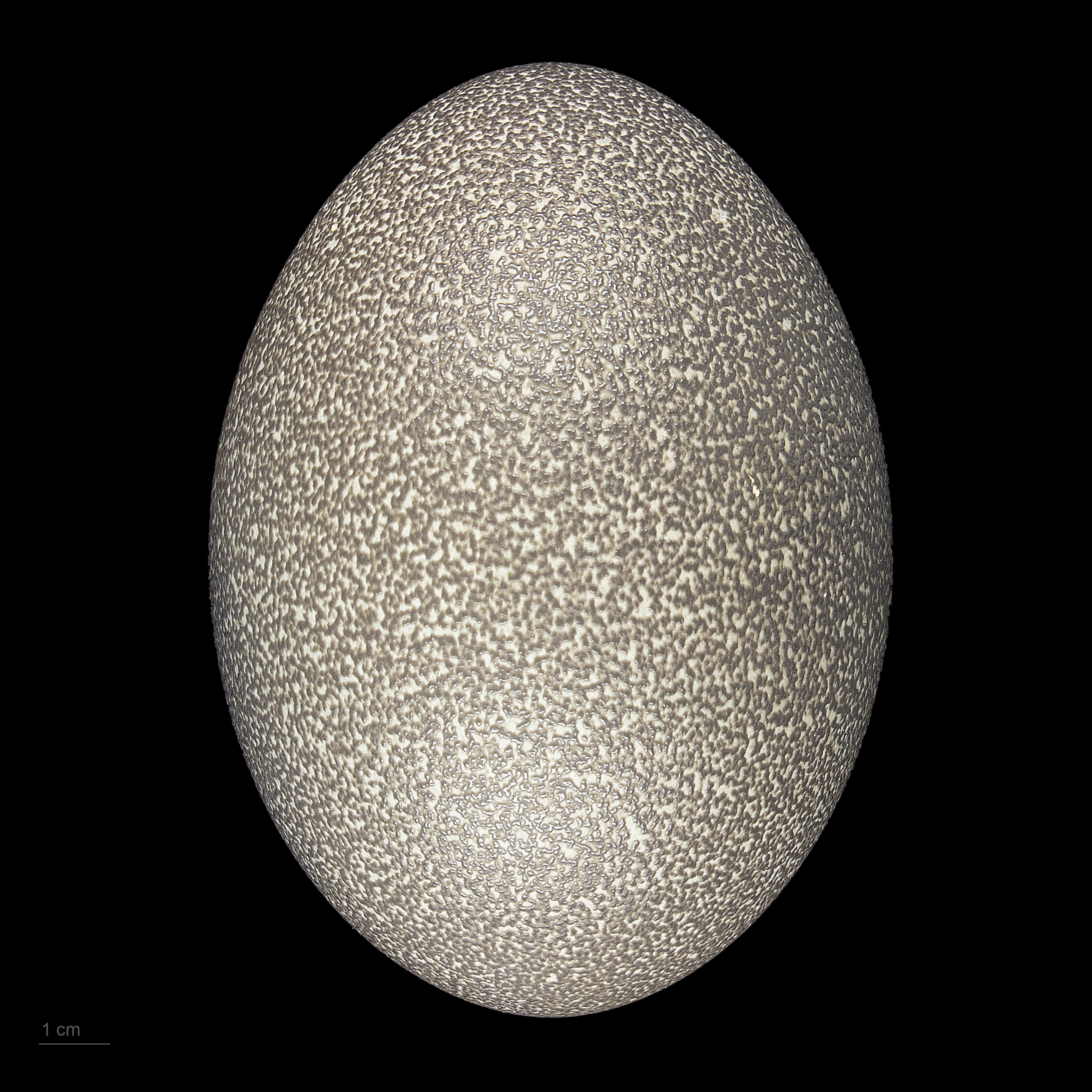
Ett emuägg.

## Status och hot
Arten har ett stort utbredningsområde och det finns inga tecken på vare sig några substantiella hot eller att populationen minskar. Utifrån dessa kriterier kategoriserar IUCN arten som livskraftig (LC). Världspopulationen uppskattas till mellan 630 000 och 725 000 vuxna individer.